# Hyla javana
"Hyla" javana
Espèce
Synonymes
- Litoria javana (Ahl, 1926)

Statut de conservation UICN

 DD  : Données insuffisantes
"Hyla" javana est une espèce d'amphibien de la famille des Hylidés, vivant à Java, et dont la position taxonomique est incertaine (Incertae sedis).

## Publication originale
- Ahl, 1926 : Neue Eidechsen und Amphibien. Zoologischer Anzeiger, vol. 67, p. 186-192.